# Rožberk

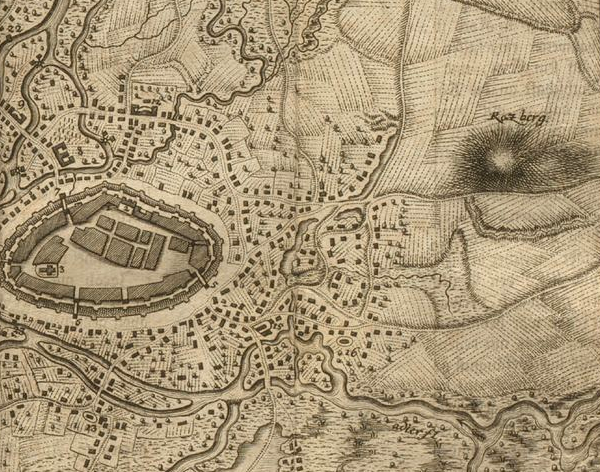
Detail mapy zobrazující Rožberk (vpravo), vyšlo 1780 v Geschichte der Stadt Königgratz Karla Josefa Bienera z Bienenberka

Rožberk je název někdejšího slínovcového kopce na východ od historického centra Hradce Králové. V dobových zdrojích se zmiňují i další, zpravidla německé varianty názvu: Rosperg, resp. Rossberg byl použit v Knize zádušních odkazů z let 1410–1411. Označení Friedenberg (Mírový kopec) odkazovalo na oslavy konce třicetileté války, resp. procesí po podepsání Vestfálského míru. Dne 24. července 1650 byl "držán triumf a slavné procesí až na Rožberk, jinak Frideberg, v mnoho množství počtu lidu, jak obecného tak vojanského, oficírův a pěších soldatův, kterýmž J. M. páni (radní) ráčili dáti dva sudy piva vytáhnouti na rynk." Průvod vedl arciděkan Šram.
Označení Kroatenberg připomínalo původ chorvatských vojáků, kteří zde tábořili za sedmileté války. Toto pojmenování se však neujalo, ale bylo užíváno mezi vojáky, a tím pádem i na plánech staveniště pevnosti.

## Zánik kopce
Kopec dnes již není patrný, neboť zanikl při výstavbě královéhradecké pevnosti, která započala v roce 1766. V okolí nově budované pevnosti totiž nesměla stát žádná vyvýšenina, z níž by mohla být pevnost ohrožena nepřátelským dělostřelectvem. Materiál z kopce byl odtěžen a použit právě na výstavbu pevnostního opevnění.
S odkopáváním kopce a odvážením zeminy a kamenů na pevnostní náspy (valy) začali vojenští sapéři dne 21. května 1766. V říjnu stejného roku byla materiálem z Rožberku zasypána ramena řeky Labe u někdejšího kostela sv. Anny. Intenzivní pracovní činnost nebyla přerušena ani tuhou zimou. A to i přesto, že počátkem roku 1767 museli dělníci dobývat zmrzlou zem, při čemž dvakrát došlo ke smrtelným úrazům.
Na místě kopce byl následně zřízen a roku 1787 posvěcen vojenský hřbitov. Po pár desetiletích byl ovšem zrušen a nahrazen v roce 1810 nově založeným vojenským hřbitovem na Pouchově. Kvůli odkopávání kopce bylo zničeno rozsáhlé popelnicové pohřebiště ("rázu slezského"); toto žárové pohřebiště však bylo zkoumáno v 18. století Karlem Josefem Bienerem z Bienenberka. V roce 1900 Ludvík Domečka s Karlem Buchtelou našli při bývalém úpatí předhistorickou osadu rázu slezského.
Ulice Na Střezině mezi ulicemi Pospíšilova, Okružní, Buzulucká a Pouchovská umístěním odpovídá západnímu svahu někdejšího kopce.

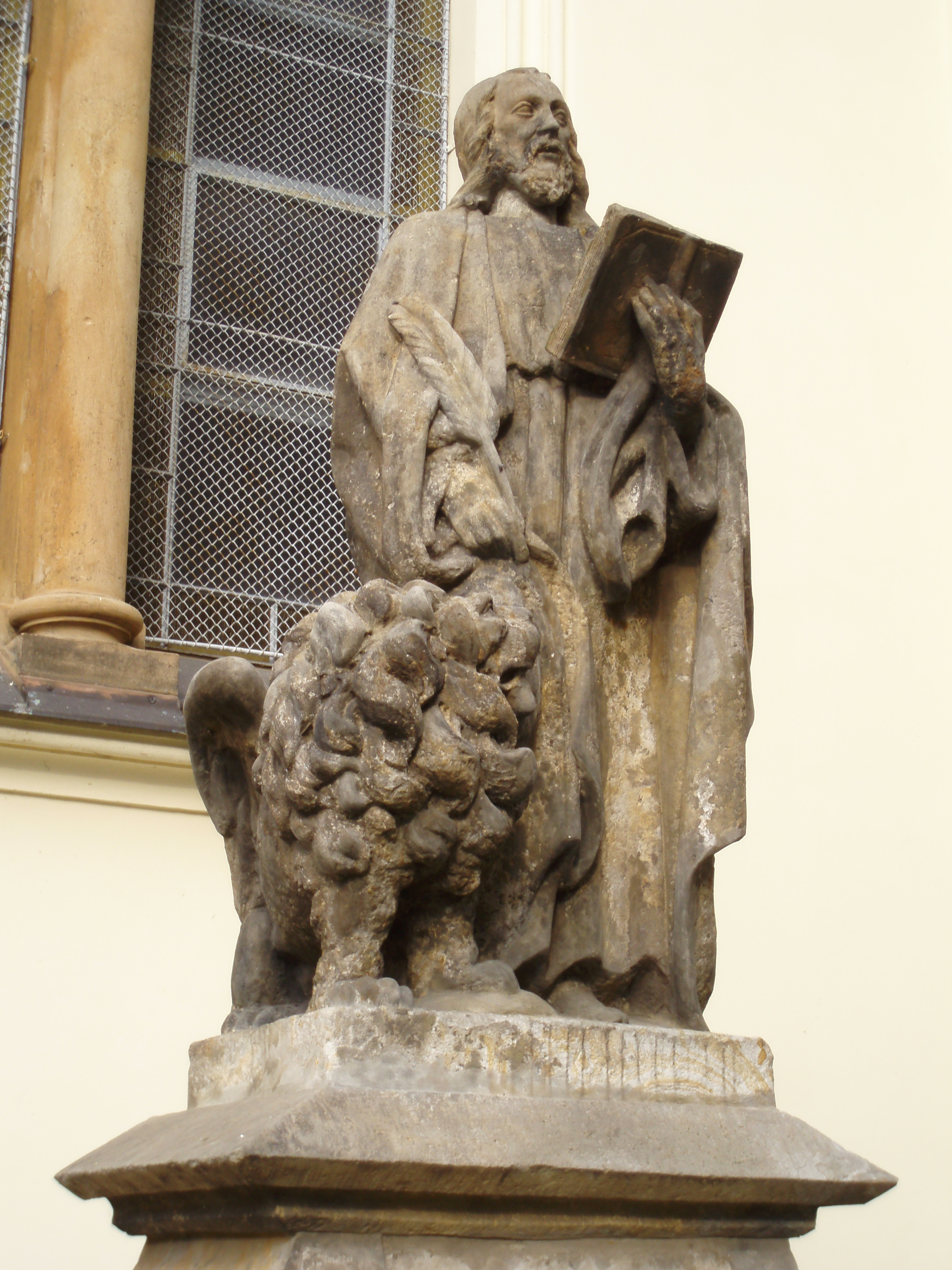
Socha sv. Marka na Rožberku

## Kaple a studánka
Na vrcholku kopce měla existovat kaple. Kolem její existence však existuje řada otazníků. Na místě kopce od roku 1908 stojí kaple Neposkvrněného početí Panny Marie.
Studánka existující dodnes původně pramenila na jižním úpatí kopce. Když byl vrch rozvezen, poblíž pramene byla postavena kaplička odpovídající té původní. O prameni se věřilo, že je zázračný. Díky tomu ke studánce chodili lidé, aby se uzdravili.

## Pověst
K Rožberku se pojí také pověst, vysvětlující vznik kaple na jeho vrcholu.
Na místě rožberské kapličky stával v dávných dobách na vrše hrad, na němž seděl rytíř Petr. Jméno jeho bylo daleko široko známo z turnajů, v nichž býval pravidelně vítězem. měl veliké bohatství, krásnou choť a tři děti jako andělíčky, tak že štěstí jeho bylo úplné. Na Rožberk sjíždívalo se panstvo z celého kraje, hodovalo a veselilo se jako o královské korunovaci. 
Na turnaji v Němcích znepřátelil si pan Petr mocný a široce rozvětvený německý rod rytířský, který umínil si pomstíti se mu. Pomsta Petrových nepřátel byla strašná. Čechy neměly tehdáž krále a v zemi panovaly nepořádek, krevní msta, loupež a násilnosti. Toho využili Petrovi nepřátelé, přitrhli s vojskem k Rožberku; dobyli ho a rytíře s manželkou a dvěma dětmi uvrhli do hlubokého hradního sklepení, přikovali je k vlhkým zdem, hrad zapálili a rozvalili, tak že ubohého Petra s rodinou za živa pohřbili ve vlastním ,druhdy slavném hradě Rožberce.
Jen chůvě s nejmladším synkem páně Petrovým podařilo se uniknouti strašné smrti. když nepřátelé přitrhli k hradu, procházela se chůva s nadějným dědicem statků rožberských po lukách orličných, trhala mu květiny a ukazovala rybičky. Jak poznala, co se děje, vsedla s chlapcem do lodičky, odvázala ji a přeplavila se na druhý břeh řeky. Prchala pak dále do lesů, kde se skryla u myslivce. Po několika dnech přinesli lidé zprávu, co se s hradem Rožberkem a rytířovou rodinou stalo. 
Zaplakal lid kolem, neboť miloval statečného, bodrého a lidu příznivého rytíře, jeho krásnou choť a rozkošné děti, a proto nechal myslivec chůvu s nejmladším hošíkem u sebe, dokud neodešla s ním k příbuzným páně Petrovým v cizí zemi. Nemohla se odloučiti od dítěte, vychovávala je a vlévala v jeho nitro jed pomsty nad rodinnými vrahy. 
Když dospěl ve statečného mladíka, podobného na vlas nešťastnému otci, a když chůva zastarala, podnikla s ním cestu k rodnému hradu, který ležel dosud v troskách. Tam mu ukázala, kde byla jeho rodná komnata, kde hodovní síň, kde čeledníky a kuchyně, kde úřednické pokoje, kde věž hlásná, hospodářská stavení i stáje, krátce vše, pokud bylo lze ještě rozeznati. 
Mezi lidem ve vesnicích ptali se po osudu jeho rodičů, staršího bratra a sestry, ale nikdo nemohl jim podati nejmenší zprávičky. Zarmouceni vrátili se zpět do ciziny, kdež stará chůva zemřela lítostí. Protože si přála, aby byla pohřbena v rodné vsi, vyhověl její chovanec přání tomu, při čemž zašel si na trosky rožberské a prohlížel je dlouho ze všech stran. Při tom vmýšlel se do slavných dob, kde jeho rytířský otec se spanilou matkou vítali na Rožberce vznešené hosty, jak to bylo krásné, ale jak také zašlo a prchlo jako sen. 
Unaven sedl si pod strom a usnul. I zdálo se mu, že k němu přišel rytíř smutného vzezření a pravil mu, chce-li nalézti svoji rodinu, musí prokopati sklepy pod troskami a tam že se s ní shledá. Protrhl se ze živého sna, zjednal lidi a hned jal se v troskách hradu kopati. Brzy přišli pracující na sklepní železné dveře, vypáčili je a po schodech sestoupilo do sklepa, kdež nalezli smutné divadlo: čtyři kostry přikované ke zdem. 
Zalkal statečný synek, když uzřel pozůstatky svých milých. Pořídil pro ně drahé rakve, uložil je do nich a pochoval ve sklepě, v němž spali spánkem spravedlivých již dvacet let. Z bytelného sklepa udělal hrobku, trosky hradu kázal rozmetati a nad sklepem dal vystavěti pěkný kostelíček. 
Odešel do ciziny, aby vyhledal otcovrahy a vypořádal se s nimi. Každým rokem přicházíval do kostelíka a modlil se v něm vroucně, sestoupil také do hrobky, kdež dlouho prodlel u rakví, až pak najednou nepřijel a vůbec se již nikdy neukázal. Co se s ním stalo, nikdo nezvěděl, a jen kostelík hlásal památku hradu Rožberka a nešťastného rytíře...
František Ladislav Sál, Pohádky, pověsti a národní písně Královéhradeckého kraje
Díl I.